# DHL-Aviation-South-Africa-Flug 111
Auf dem DHL-Aviation-South-Africa-Flug 111 (Flugnummer IATA: DHC111) verunglückte am 2. Juni 2012 eine auf dem Flughafen Lagos gestartete Boeing 727-221(F) der Allied Air bei der Landung auf dem Flughafen Accra. Die Maschine überschoss dabei das Landebahnende, brach durch die Flughafenumzäunung, kollidierte mit einem Kleinbus, einem Taxi und einem Fahrradfahrer, wobei 12 Personen ums Leben kamen. Es handelt sich um den opferreichsten Flugunfall in Ghana.

## Maschine
Bei dem verunglückten Flugzeug handelte es sich um eine Boeing 727-221(F). Die Maschine wurde im Werk von Boeing auf dem Boeing Field im Bundesstaat Washington als Passagierflugzeug montiert und absolvierte am 16. April 1982 ihren Erstflug, ehe sie am 26. Mai 1982 neu an die Pan American World Airways ausgeliefert wurde, bei der sie das Luftfahrzeugkennzeichen N368PA und den Taufnamen Clipper Goodwill erhielt. Das Flugzeug trug die Werknummer 22540, es handelte sich um die 1796. Boeing 727 aus laufender Produktion. Am 4. Dezember 1991 absolvierte die Maschine auf dem Flug PA436 von Bridgetown nach Miami ihren letzten Dienst bei der Pan Am. Am 22. Januar 1993 wurde die Maschine an das Unternehmen Jack Prewitt & Assoc. verkauft, welches die Maschine umgehend an die Fluggesellschaft Express One verleaste. Im August 1994 wurde die Boeing dann in ein Frachtflugzeug umgebaut. Ab dem 3. Dezember 1997 war die Maschine an die All Canada Express verleast, bei der sie das Luftfahrzeugkennzeichen C-FACN trug. Die Maschine sollte anschließend mit dem Luftfahrzeugkennzeichen 5X-TON durch einen neuen Halter in Uganda übernommen werden, zu einer Übergabe kam es jedoch nicht. Im September 2006 übernahm die nigerianische Allied Air die Maschine und ließ diese mit dem Kennzeichen 5N-BJN zu.  Das dreistrahlige Schmalrumpfflugzeug war mit drei Triebwerken des Typs Pratt & Whitney JT8D-17A ausgestattet. Bis zum Zeitpunkt des Unfalls hatte die Maschine eine Gesamtbetriebsleistung von 40.251 Betriebsstunden absolviert, auf die 25.380 Starts und Landungen entfielen.

## Insassen
An Bord der Maschine befand sich lediglich eine vierköpfige Besatzung, bestehend aus einem Flugkapitän, einem Ersten Offizier, einem Flugingenieur und einem Bodenmechaniker:
- Der 61-jährige Flugkapitän war nigerianischer Staatsbürger und hatte seine kommerzielle Pilotenlizenz im Jahr 1979 erworben. Im selben Jahr wurde er durch die Nigeria Airways auf der Fokker F-27 eingesetzt, mit der er bis 1981 flog. Später wurde er zum Ersten Offizier an Bord der Boeing 737 befördert. Im Oktober 1985 wurde er bei Airbus Industries in Toulouse, Frankreich, im Umgang mit dem Airbus A310 geschult. Später wurde er zum Ersten Offizier an Bord der Boeing 747-100 ausgebildet, die Nigeria Airways von Scandinavian Airlines geleast hatte. Im Jahr 1989 wurde er zum Flugkapitän an Bord der Boeing 737 befördert. Im Jahr 1999 kündigte der Flugkapitän seine Arbeit und emigrierte nach Trinidad und Tobago. Zwei Jahre später kehrte er nach Nigeria zurück und flog zunächst, bis zum Jahr 2001, mit der Boeing 737 für Bellview Airlines. In den Jahren von 2001 bis 2008 flog der Flugkapitän für verschiedene nigerianische Fluggesellschaften, darunter EAS Airlines, Fresh Air und Afrijet. Im November 2009 schloss er sich der Allied Air an. Er wurde umgehend auf der Boeing 727 ausgebildet und noch im selben Jahr auf Flügen mit diesem Flugzeugtyp eingesetzt. Der Flugkapitän verfügte über 14.000 Stunden Flugerfahrung, wovon er 1.464 Stunden im Cockpit der Boeing 727 absolviert hatte.
- Der 59-jährige, nigerianische Erste Offizier war am 17. Februar 2012 durch die Allied Air eingestellt worden. Er erwarb im Jahr 1976 eine kommerzielle Pilotenlizenz bei der Federal Aviation Administration, die er anschließend in eine Pilotenlizenz der Nigerianischen Luftfahrtbehörde umwandeln ließ. Der Erste Offizier begann am 18. Oktober 1977 seine Pilotenlaufbahn bei der Nigeria Airways, wo er Maschinen der Typen Fokker F-27 und Fokker F-28 in der Funktion des Ersten Offiziers flog. Am 18. Januar 1981 wurde er für die Boeing 707 zugelassen. Ab 1983 flog er die Boeing 737 in der Funktion des Flugkapitäns. Ab 1989 wurde er für verschiedene Fluggesellschaften in Europa und Nigeria als Flugkapitän an Bord der Boeing 707 eingesetzt. Am 5. Mai 2000 schloss sich der Erste Offizier Afrijet an und wurde auf der Fokker F-27 und später der Boeing 737 eingesetzt. Ab dem 1. Januar 2003 wurde er bei der Dasab Airlines als Flugkapitän an Bord der Boeing 727 eingesetzt. Im Jahr 2010 begann er für Associated Aviation zu fliegen, bei der er später als Flugkapitän an Bord der Boeing 727 zum Einsatz kam. Bevor der Erste Offizier im Februar 2012 für die Allied Air zu fliegen begann, absolvierte er eine Ausbildung am Flugsimulator in der Pan Am International Flight Academy in Miami, Florida. Der Erste Offizier verfügte über eine Gesamtflugerfahrung von 22.463:24 Stunden. Als Pilot in Command hatte er 13.915 Flugstunden absolviert. Seine Flugerfahrung mit der Boeing 727 belief sich auf 4.180 Stunden.
- Der 49-jährige Flugingenieur war für die Flugzeugtypen Boeing 727 und Boeing 707 lizenziert. Er verfügte über 6.309:28 Stunden Flugerfahrung, wovon er 6.168:30 Stunden im Cockpit der Boeing 727 absolviert hatte.
- Der 40-jährige Bodenmechaniker war ein Staatsbürger der Demokratischen Republik Kongo. Auf dem Flug erfüllte er neben der Rolle des Bodentechnikers auch die des Lademeisters.

## Flugverlauf und Unfallhergang
Die Maschine, mit der ein Frachtflug von Lagos nach Accra durchgeführt wurde, startete um 19:04 Uhr Ortszeit vom Flughafen Lagos. Nach dem Start erhielten die Piloten die Freigabe zum Steigflug auf Flugfläche 240. Der Flug wurde unter widrigen Wetterverhältnissen nach Instrumentenflugregeln durchgeführt. Entlang der Flugstrecke gab es Turbulenzen.
Im Anflug auf Accra wurde zunächst die Freigabe zum Sinkflug auf 2.000 Fuß erteilt, anschließend wurde die Besatzung jedoch wieder angewiesen, auf 3.000 Fuß zu steigen, um Höhenlagen zu überfliegen. Im Anflug auf Accra entschied der Kapitän zunächst, einen Anflug mittels Instrumentenlandesystem zu fliegen. Letztlich deaktivierte er jedoch den Autopiloten und entschied, die Maschine manuell zu fliegen. Die Piloten erhielten eine Freigabe zur Landung auf Landebahn 03. Bei der Landung wurde die Maschine unter Wetterbedingungen geflogen, die einen Instrumentenflug erfordert hätten – es herrschte Starkregen und kaum Sicht. Die Maschine setzte nach einem instabilen Anflug mit einer viel zu hohen Geschwindigkeit von 167 Knoten auf der Landebahn auf, wobei das Bugfahrwerk in der Luft verblieb. Die Aktivierung der Bremsen und der Schubumkehr erwies sich als ineffektiv, um die Maschine vor dem Ende der Landebahn zum Stehen zu bringen. Erst, als die Maschine die Flughafenumzäunung durchschlug, setzte das Bugfahrwerk auf dem Boden auf. Die Maschine kollidierte mit der Landebahnbefeuerung und dem Approach Lighting System. Sie kollidierte anschließend zunächst mit einem Taxi, dessen Fahrer verletzt und dessen Passagierin getötet wurde und mit einem Tro-Tro des Typs Mercedes-Benz 207D, dessen 10 Insassen getötet wurden und erfasste einen Soldaten, der auf einem Fahrrad unterwegs war und durch die Kollision ebenfalls getötet wurde. Die Maschine entwurzelte anschließend einen Baum, bis sie auf einer Freifläche nahe dem El Wak Stadion zum Stehen kam.

## Ursache
Die ghanaische Unfalluntersuchungskommission führte die Unfalluntersuchung durch. Die Ermittler kamen zu dem Schluss, dass der Unfall auf einen Pilotenfehler zurückging, da der Kapitän einen manuellen Sichtflug unter Instrumentenflugbedingungen durchgeführt hatte und die Maschine erst sehr spät – 4.000 Fuß hinter der Landebahnschwelle – aufgesetzt hatte. Die verbleibende Landebahnlänge sei demzufolge unzureichend gewesen, um die Maschine rechtzeitig zum Stehen zu bringen. Die Ermittler vermuteten, dass beide Piloten ungeachtet der Wetterverhältnisse darauf fixiert waren, die Landung unverzüglich durchzuführen. Die Maschine sei mit einer Rückenwindkomponente von 15 Knoten gelandet worden, womit der höchstzulässige Wert von 10 Knoten überschritten war. Auch hätten sie die Störklappen nicht aktiviert, was den Bremsweg weiter verlängerte.